# Abdelmadzsíd Lamrísz
Abdelmadzsíd Lamrísz (arabul: عبد المجيد لمريس); 1959. február 12. –) marokkói válogatott labdarúgó.

## Pályafutása

### Klubcsapatban
Marrákesben született. 1975 és 1980 között szülővárosa csapatában a Muludja de Marrákesben futballozott. 1981 és 1990 között a FAR Rabat játékosa volt, melynek tagjaként 1984-ben, 1987-ben és 1989-ben megnyerte a marokkói bajnokságot. 1985-ben a CAF-bajnokcsaptok-Afrika-kupája serlegét is elhódította csapatával.

### A válogatottban
1982 és 1989 között 48 alkalommal játszott a marokkói válogatottban. Tagja volt az 1984. évi nyári olimpiai játékokon szereplő válogatott keretének. Részt vett az 1986-os, valamit az 1988-as afrikai nemzetek kupáján és az 1986-os világbajnokságon, ahol a marokkóiak összes mérkőzésén kezdőként lépett pályára.

## Sikerei, díjai
FAR Rabat
- Marokkói bajnok (3): 1983–84, 1986–87, 1988–89
- CAF-bajnokcsaptok-Afrika-kupája győztes (1): 1985
- Afro-ázsiai klubok kupája győztes (1): 1986